# Chytrolestes
Chytrolestes is een geslacht van vliesvleugeligen uit de familie Eulophidae. De wetenschappelijke naam van dit geslacht is voor het eerst geldig gepubliceerd in 1994 door LaSalle.

## Soorten
Het geslacht Chytrolestes is monotypisch en omvat slechts de volgende soort:
- Chytrolestes alibaba LaSalle, 1994